# بیمارستان شهدا (کرمانشاه)
بیمارستان شهدا کرمانشاه یکی از بیمارستان‌های شهر کرمانشاه  و از بیمارستان‌های وابسته به سازمان تامین اجتماعی می‌باشد .

## تاریخچه
ساخت بیمارستان شهدای کرمانشاه در سال۱۳۵۴ آغاز شد و در سال ۱۳۶۰ با عنوان مرکز آموزشی ، درمانی شهدا تحت نظر مصوبه بنیادشهید و امورایثارگران با ۱۵۰ تخت افتتاح و شروع به کار نمود. در سال ۱۳۶۹ به سازمان تأمین اجتماعی واگذار شد. در سال ۱۳۷۳ به ۲۰۵ تخت ارتقاء پیدا کرد . و در سال ۱۳۸۳ سه بخش زایشگاه اطفال و جراحی زنان به بیمارستان حضرت معصومه کرمانشاه انتقال یافت و تعداد  تختهای بیمارستان به ۱۳۰ تخت ثابت و ۱۰۷ تخت فعال تغییر پیدا کرد که بعدها در سال ۱۳۸۷ با توسعه بخش icu به ۱۱۰ تخت فعال ارتقاء پیدا کرد.

## بخش های بیمارستان
بیمارستان شهدا که در بلوار شهید بهشتی کرمانشاه روبروی قرارگاه ارتش قرار دارد در حال حاضر دارای ۲۰۲ تخت می‌باشد  که شامل تخصص‌های  داخلی ، جراحی ، زنان و زایمان ، کودکان ، اورژانس ، انکولوژی ، جراحی مغز و اعصاب ، ارتوپدی و آی سی یو می‌باشد .

## یادکردها
1. ↑  «بیمارستان و درمانگاه های بیمه تامین اجتماعی در کرمانشاه». دریافت‌شده در ۲۰۱۷-۰۵-۲۹.
2. ↑  «تاریخچه». بایگانی‌شده از اصلی در ۲ ژوئن ۲۰۱۷. دریافت‌شده در ۲۰۱۷-۰۵-۲۹.
3. ↑  «بیمارستان ها ( کرمانشاه )».